# Saturnino Álvarez Bugallal
Saturnino Álvarez Bugallal (Santa María das Areas, 11 de febrero de 1834-Lisboa, 30 de mayo de 1885) fue un abogado, periodista, cacique y político español, ministro de Gracia y Justicia durante el reinado de Alfonso XII.

## Biografía
Diputado en el Congreso por las circunscripciones de Orense y Pontevedra al resultar elegido en prácticamente todos los procesos electorales celebrados entre 1858 y 1884, fue también senador por Orense en 1884.
Ocuparía la cartera ministerial de Gracia y Justicia en dos ocasiones: entre el 6 de enero y el 7 de marzo de 1879; y entre el 9 de diciembre de 1879 y el 8 de febrero de 1881 en sendos gobiernos presididos por Cánovas. Posteriormente fue nombrado ministro plenipotenciario de España en Lisboa, ciudad donde fallecería en 1885.
En 1880 el entonces Ministro de Justicia, Alvarez Bugallal, instó a la Comisión de Códigos para que en el plazo de un año redactara o elaborara un nuevo Código Civil sobre la base del Código de 1851, si bien intentando un consenso con los territorios forales. La fórmula que se buscó fue la de elaborar una Ley de Bases en la que se contuvieran los principios fundamentales a desarrollar en el Código Civil. Esa Ley de Bases se sometería a la aprobación de las Cámaras legislativas y una vez aprobada se entregaría a organismos técnicos para su desarrollo. También en este caso el proyecto fracasó y hubo que esperar hasta 1885, siendo ministro Silvela, para que se aprobara esta Ley de Bases que, tras la consiguiente y lenta tramitación parlamentaria fue aprobada en 1888.

Como periodista colaboró en las páginas de La Época. 
| Predecesor: Fernando Calderón Collantes Pedro Nolasco Aurioles Aguado | Ministro de Gracia y Justicia 1879 1879-1881 | Sucesor: Pedro Nolasco Aurioles Aguado Manuel Alonso Martínez |